# Phyllotreta constricta
Phyllotreta constricta es una especie de insecto coleóptero de la familia Chrysomelidae. Fue descrita en 1985 por Smith.
Se encuentra en Norteamérica.